# 三三制战术

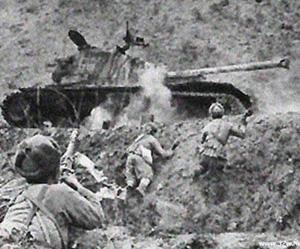
抗美援朝期间中国人民志愿军战斗小组攻击美军M46巴顿坦克

三三制战术最早起源于抗日战争期间，成熟于第二次国共内战期间，是中国人民解放军步兵训练大纲中的一种步兵班“突击”战术。

## 战术原则
解放军排以班为单位分成三个梯队，一个班又分成了三个伍，每个战斗小组三人，以便相互接应。
三人战斗小组呈箭镞式进攻队形，每名士兵任务分工明确，进攻-掩护-支援。一个步兵班分三个小组，班长，副班长，还有一个小组长，各带一小组人行动。
行动时三名士兵组成一个战斗小组，两名士兵在前，组长在后， 呈三角阵型，三个战斗组组成一个战斗班，三个战斗班组成一个战斗群，进攻时呈“散兵线”队形展开。
战斗班展开时士兵根据组长或班长指令随时变换战斗队形，战斗群展开后用：口语、手语、军号、或无线电来传达战术指令，一个战斗群的正面宽度最高能展开到八百米左右。